# Epichloë festucae
Epichloë festucae är en svampart som beskrevs av Leuchtm., Schardl & M.R. Siegel 1995. Epichloë festucae ingår i släktet Epichloë och familjen Clavicipitaceae.   Inga underarter finns listade i Catalogue of Life.